# مسروپ جاناشیان
مسروپ گوُرگی جاناشیان (ارمنی: Մեսրոպ Գևորգի Ճանաշյան; انگلیسی: Mesrob Janashian زاده ۱۱ ژانویهٔ ۱۹۰۸- درگذشته ۱۳ آوریل ۱۹۷۴) مترجم و شاعر ارمنی بود.

## زندگی‌نامه
مسروب جاناشیان در آنکارا متولد شد. در کودکی برای تحصیل به استامبول مهاجرت کرد و در سال ۱۹۱۹ جهت ادامه تحصیل وی به کالج موراد-رافائلیان واقع در صومعه ارمنی جزیره سن لازار رفت. سال بعد از آکادمی رم در رشته «فلسفه و الهیات» فارغ‌التحصیل شد. سپس دوره «ادبیات تطبیقی» را در دانشگاه سوربن فرانسه به اتمام رساند.
جاناشیان ضمن تدریس در سردبیری چند نشریه ارمنی زبان نیز مشارکت داشت. از وی مجموعه شعرهای «چنگ جان» (۱۹۵۴), «چشمه نور» (۱۹۶۰), «چنگ گسسته» (۱۹۷۲), و چندین کتاب شامل مقالات و نوشته‌های تحقیقی پیرامون هنر و ادبیات به یادگار مانده است.

## شعری از مسروپ گوُرگی جاناشیان به نام (آواز و گل)
آواز و گل به من بدهید!
تا چشم و جانم شود سیراب
و فسون‌های جنگل بکر را
تا همیشه عاشقانه مرا بفریبند.
آواز و گل به من بدهید!
و کودکان معصوم نوزاده
تا به خنده‌های بی پایان نگاهشان
جان مغموم مرا بنوازند.
آواز و گل به من بدهید!
و موج‌های نرم نسیم را
تا به برگرفته، به دور دستانم ببرند
به سوی افق‌های آبی رنگ.